# Bạch Dương (chiêm tinh)
Bạch Dương (tiếng Anh: Aries, ký hiệu: ♈︎), hay còn gọi là Dương Cưu, là cung hoàng đạo đầu tiên của vòng Hoàng Đạo, bắt nguồn từ chòm sao Dương Cưu và ở giữa độ thứ 30 đầu tiên của kinh độ thiên thể. Biểu tượng của cung này là con cừu vàng đực. Dương Cưu thuộc nguyên tố Lửa (cùng với Sư Tử và Nhân Mã) và là một trong 4 cung Thống lĩnh (cùng với Thiên Bình, Ma Kết và Cự Giải).
Chủ tinh của Bạch Dương là Hỏa tinh. Đối đỉnh với Thiên Xứng trong vòng tròn Hoàng Đạo. Từ khóa: Kẻ tiên phong, cái tôi, chủ động, tự phát, hành động, bốc đồng, chiến tranh.

## Thần thoại
Theo thần thoại Hy Lạp, vua xứ Beotie là Athamas có con trai Phrixus và con gái Helle với người vợ đầu Nephele - con gái của nữ thần mây. Như các vị vua khác ham mê nhan sắc, khi chán vợ, Athamas đuổi Nephele đi để cưới Ino, con gái vua Cadmus xứ Thebes.
Khi có con với nhà vua, Ino ghen với con đầu của Nephele và tìm mọi cách để con mình được kế vị ngôi báu. Lúc đó, ngô là mùa màng chính của xứ Croneus cho người và thú vật. Ino làm cho ngô không nảy mầm bằng cách kín đáo thuyết phục phụ nữ của vương quốc rang nó lên trước khi gieo trồng, đồng thời bà ta còn hối lộ cho nhà tiên tri được nhà vua sai đi hỏi các vị thần về hiện tượng này để ông ta nói dối rằng hai con của Nephele chính là nguồn gốc hiểm họa. Nhà vua phải tế thần bọn trẻ thì mùa màng mới trở lại tốt tươi.
Thương con nhưng để cứu vương quốc, Athamas nghe theo lời khuyên từ Ino. May mắn thay, vì lo cho sự an toàn của con, mẹ của hai đứa trẻ là Nephele đã phái đến một con cừu lớn có bộ lông bằng vàng và có đôi cánh chim đến cứu. Ngày hiến tế Phrixus và Helle, con cừu đã bay tới và để hai đứa trẻ ngồi trên lưng rồi bỏ chạy khỏi Croneus. Khi bay qua đại dương, Helle chẳng may bị rơi chết ở một eo biển (nơi này sau được gọi là Hellesponte). Phrixus sống sót và được con cừu đưa đến vương quốc Colchis và được vua của vương quốc này là Aeetes nhận làm con nuôi.
Để tạ ơn các vị thần, Phrixus đã hiến tế con cừu vàng. Bộ lông cừu vàng được vua Aeetes xứ Colchis - con trai của thần mặt trời Helios - bảo vệ. Nó được treo trên một cây sồi trong rừng thiêng của thần chiến tranh Ares và thần đã cử hai con quái vật canh gác: Một con bò mộng có bộ móng bằng đồng biết phun lửa và một con rồng không bao giờ ngủ có những chiếc răng có thể hóa thành binh lính khi rơi xuống đất. Sau khi hiến tế, con cừu đã được đưa lên bầu trời trở thành chòm sao Bạch Dương.

## Ý nghĩa chung
Bạch Dương là cung đầu tiên của vòng Hoàng đạo, là biểu tượng cho sự khởi đầu cũng như sự sống.
Trong thiên văn học chiêm tinh, thời điểm Xuân phân (Vernal equinox) hay còn gọi là "Điểm đầu tiên của Bạch Dương" (First Point of Aries). Đây cũng là thời điểm sinh sản của nhiều loài sinh vật.

## Những người nổi tiếng có cung Bạch Dương
- Emile Zola (2/4/1840 - 29/9/1902) nhà văn nổi tiếng của văn học Pháp trong thế kỉ 19, người được coi là nhà văn tiên phong của chủ nghĩa tự nhiên
- Hans Christian Andersen (2/4/1805 - 4/4/1875) nhà văn, nhà thơ cổ tích người Đan Mạch, được nhớ đến nhiều nhất với những câu chuyện cổ tích văn học của mình.
- Lieven Ferdinand de Beaufort (23/3/1987 - 11/5/1968) nhà sinh học người Hà Lan.
- John Bartram (23/3/1699 - 22/11/1777) nhà thực vật học, lâm nghiệp và nhà thám hiểm người Mỹ. Carolus Linnaeus đã từng có nhận xét ông là "nhà thực vật học tự nhiên vĩ đại nhất thế giới."
- Henry Weed Fowler (23/3/1878 - 21/6/1965) nhà động vật học người Mỹ.
- Anatole France (16/4/1844 - 12/10/1924) nhà thơ, nhà báo và tiểu thuyết gia người Pháp, có nhiều cuốn sách bán chạy nhất.
- Emma Thompson (15/4/1959) nữ diễn viên người Anh.
- Leonardo da Vinci (15/4/1452 - 2/5/1519)  họa sĩ, nhà điêu khắc, kiến trúc sư, nhạc sĩ, bác sĩ, kỹ sư, nhà giải phẫu, nhà phát minh và nhà triết học tự nhiên người Ý.
- Emma Watson (15/4/1990) nữ diễn viên, người mẫu và nhà hoạt động xã hội người Anh.
- Joan Crawford (23/3/1904 - 10/5/1977) nữ diễn viên điện ảnh, truyền hình và sân khấu người Mỹ.
- Jackson Wang (28/3/1994): ca sĩ, nhạc sĩ, rapper, giám đốc sáng tạo người Hong Kong - Trung Quốc; nhà sáng lập của TEAM WANG và TEAM WANG Design; thành viên của nhóm nhạc K-pop GOT7.
- Lucy Lawless (29/3/1968) diễn viên kiêm ca sĩ người New Zealand
- Shannon Doherty (12/4/1971) nữ diễn viên và tác giả người Mỹ gốc Ai-len.
- Jennifer Garner (17/4/1972) nữ diễn viên người Mỹ.
- Simone Signoret (25/3/1921 - 30/9/1985) nữ diễn viên , thường được biết đến như một trong những minh tinh màn bạc vĩ đại nhất của nước Pháp.
- Claudia Cardinale (15/4/1938) nữ diễn viên người Ý.
- Bette Davis (5/4/1908 - 6/10/1989) một nữ diễn viên điện ảnh,  truyền hình và sân khấu người Mỹ, từng hai lần đoạt tượng vàng giải Oscar.
- Claire Danes (12/4/1979) nữ diễn viên truyền hình, sân khấu và điện ảnh người Mỹ.
- Kate Hudson (19/4/1979)  nữ diễn viên người Mỹ.
- Keira Knightley (26/3/1986) diễn viên, người mẫu người Anh.
- Reese Witherspoon (22/3/1976) nữ diễn viên người Mỹ
- Anastasia Zavorotnyuk (3/4/1971)  nữ diễn viên, người dẫn chương trình và là nghệ sĩ ưu tú người Nga.
- Hoàng Nhân Tuấn (23/3/2000) ca sĩ người Trung Quốc, thành viên nhóm nhạc nam Hàn Quốc NCT
- AMEE (23/3/2000) ca sĩ người Việt Nam
- Park Bom (24/3/1984) nữ rapper, ca sĩ, nhạc sĩ và vũ công người Hàn Quốc,thành viên nhóm nhạc nữ 2NE1.
- Tống Uy Long (25/3/1999) nam diễn viên, người mẫu Trung Quốc
- Xiumin (26/3/1990)  ca sĩ, diễn viên Hàn Quốc, thành viên của nhóm nhạc nam Hàn Quốc EXO
- Lalisa Manobal (27/3/1997) nữ rapper, ca sĩ, nhạc sĩ và vũ công người Thái Lan, thành viên nhóm nhạc nữ BLɅϽKPIИK.
- Jung Ahyeon (11/4/2007) nữ rapper, ca sĩ, nhạc sĩ và vũ công người Hàn Quốc,thành viên nhóm nhạc nữ BABYMONS7ER.
- Yoo Yeon-seok (11/4/1984) nam diễn viên người Hàn Quốc
- Karina (11/4/2000) nữ rapper, ca sĩ, nhạc sĩ và vũ công người Hàn Quốc,thành viên nhóm nhạc nữ aespa.
- Sehun (12/4/1994) nam ca sĩ, nhạc sỹ, diễn viên, người mẫu và doanh nhân người Hàn Quốc. Anh là thành viên nhỏ tuổi nhất của nhóm nhạc Hàn Quốc EXO
- Enami Asa (17/4/2006) nữ rapper, ca sĩ, nhạc sĩ và vũ công người Nhật Bản,thành viên nhóm nhạc nữ BABYMONS7ER.

## Các bài liên quan
- Cung chiêm tinh
- Bạch Dương (chòm sao)